# Mariel Kufaas
Mariel Kufaas (13 febbraio 1999) è una sciatrice alpina norvegese.

## Biografia
Attiva dal dicembre del 2015, la Kufaas ha esordito in Coppa Europa il 4 dicembre 2016 a Trysil in slalom gigante, senza completare la prova, e in Coppa del Mondo il 16 gennaio 2024 a Flachau in slalom speciale, senza qualificarsi per la seconda manche. Non ha preso parte a rassegne olimpiche o iridate.

## Palmarès

### Coppa Europa
- Miglior piazzamento in classifica generale: 50ª nel 2024

### Campionati norvegesi
- 2 medaglie:
  - 2 argenti (slalom speciale nel 2021; slalom speciale nel 2022)